# Ras Masca
Ras Masca (em árabe: رأس مسقا‎; romaniz.: Ra's Maska ou Ras Masqa) é uma aldeia localizada no distrito de Koura, no norte do Líbano.

## História
O nome da aldeia provavelmente deriva do aramaico, com ras significando "topo" e maska "corrente de beber". Aparece pela primeira vez no censo otomano de 1519. Pertencia ao Naiate Cura / Anfé e era habitado por 14 adultos do sexo masculino (mais de 15 anos), 80% deles casados; se adotada a estimativa dos historiadores, o número de habitantes de em 1519 seria de 70 pessoas. No censo otomano de 1571, o número de adultos do sexo masculino era 26. A população praticamente dobrou ao longo do período, crescendo em média 12 por mil por ano, se comparado ao crescimento do número de habitantes em Naiate de 6,7% por mil por ano.